# Balcone

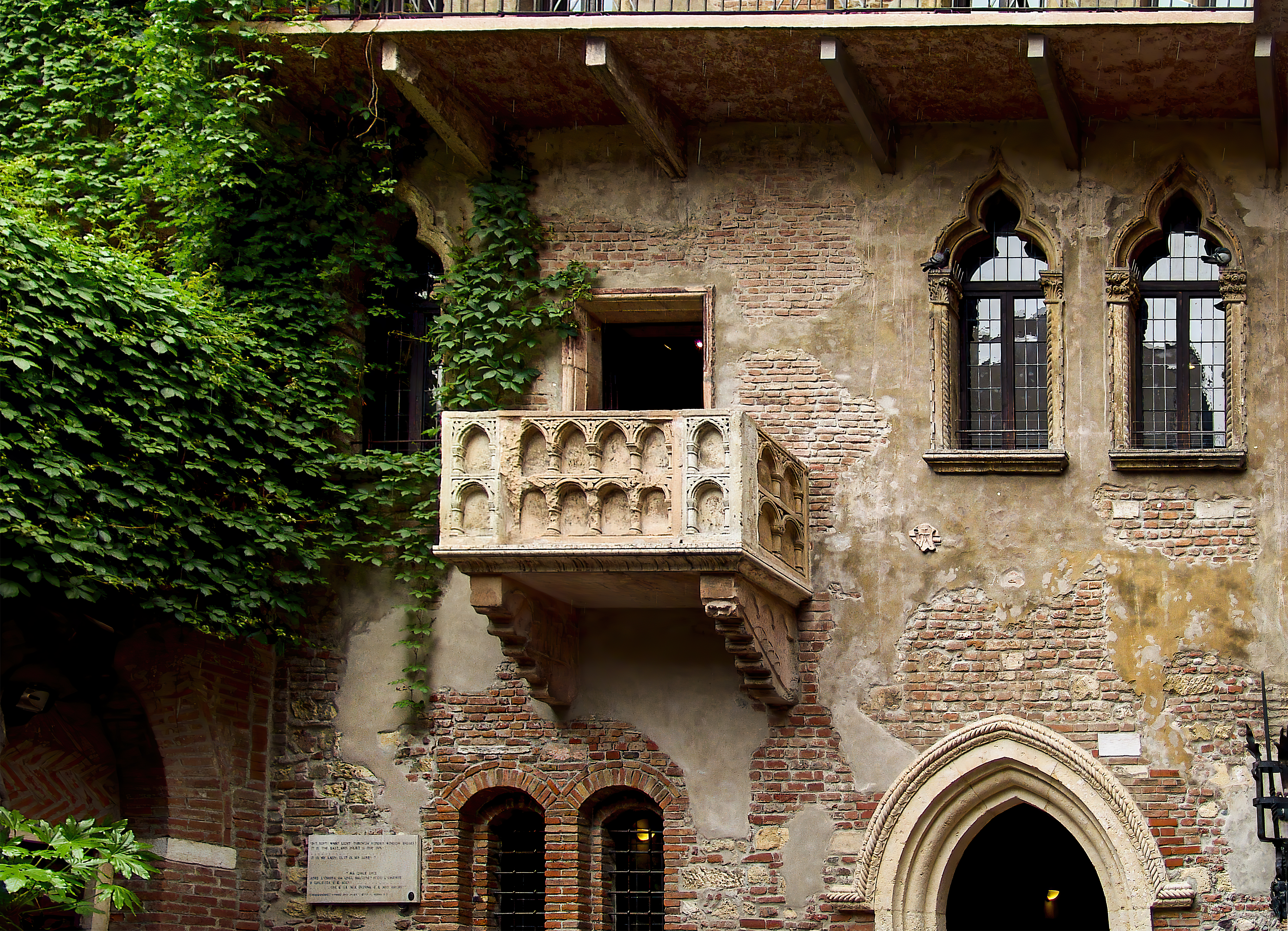
Il celebre balcone di Giulietta, a Verona.

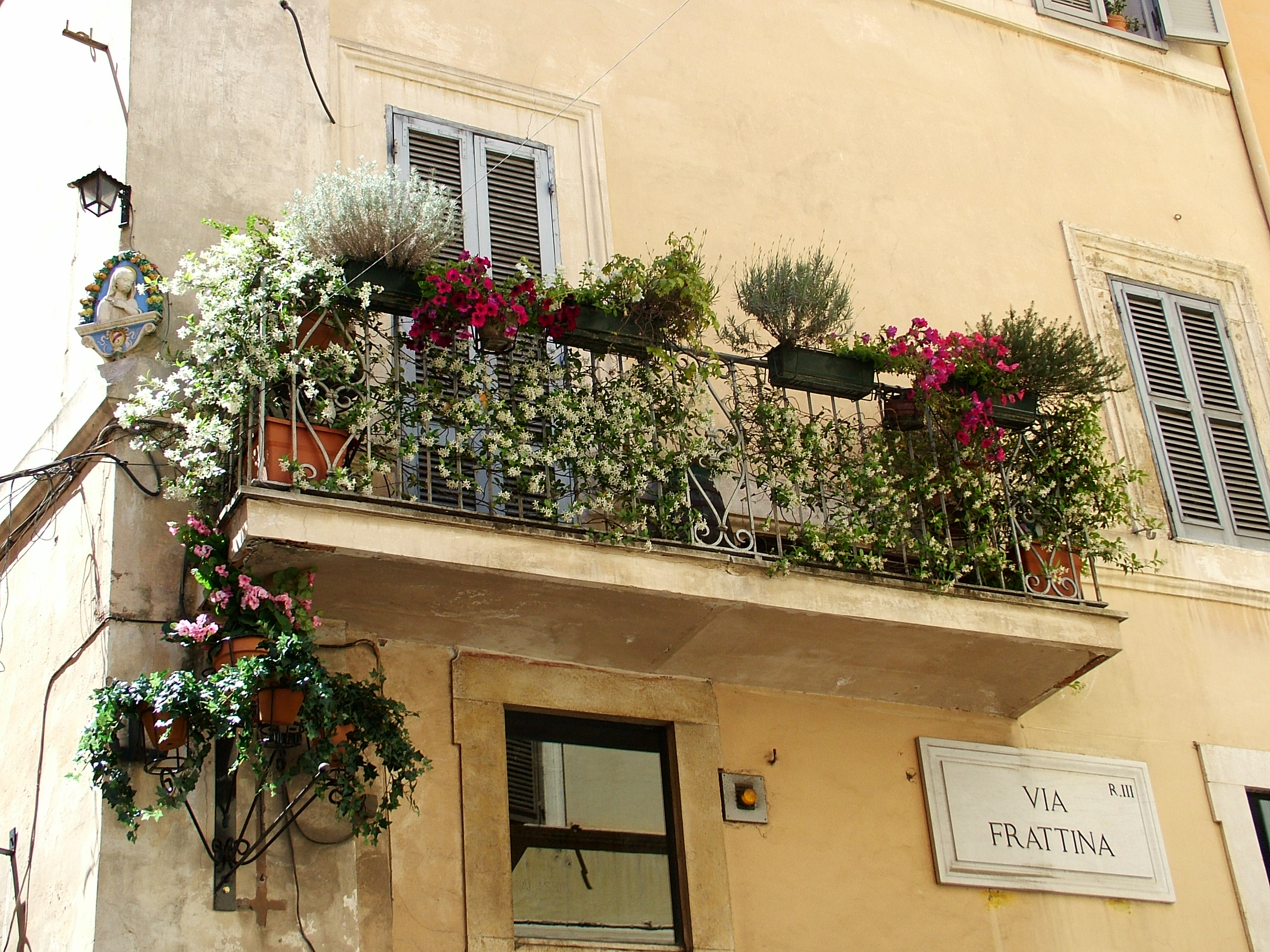
Un balcone in via Frattina, a Roma.

Il balcone, chiamato anche poggiolo, è una sporgenza della facciata di un edificio munita di ringhiera o parapetto.
La differenza tra il balcone e la terrazza sta nel fatto che il balcone rappresenta un elemento aggiunto al corpo principale dell'edificio, che sporge, appunto, dal filo della sua superficie, mentre la terrazza è inclusa in esso.
Prima dell'ingresso della tecnologia del cemento armato, il balcone veniva sorretto da mensole in legno o pietra.
A Vicenza e in altre zone del Veneto la parola balcone è utilizzata per indicare l'antone.

## Caratteristiche nel contesto condominiale nella normativa italiana
Vengono definiti balconi a castello i balconi incassati nel perimetro dei muri portanti dell'edificio; la struttura portante del piano di un balcone a castello è parte integrante di quella dell'edificio. La manutenzione della parte sottostante il balcone stesso è a carico del proprietario dell'unità a cui fa da soffitto.
Nel contesto condominiale, la ripartizione delle spese per la pavimentazione e per la ringhiera sono a carico del proprietario, mentre la manutenzione delle travi portanti spetta alla comunità condominiale.

## Galleria d'immagini

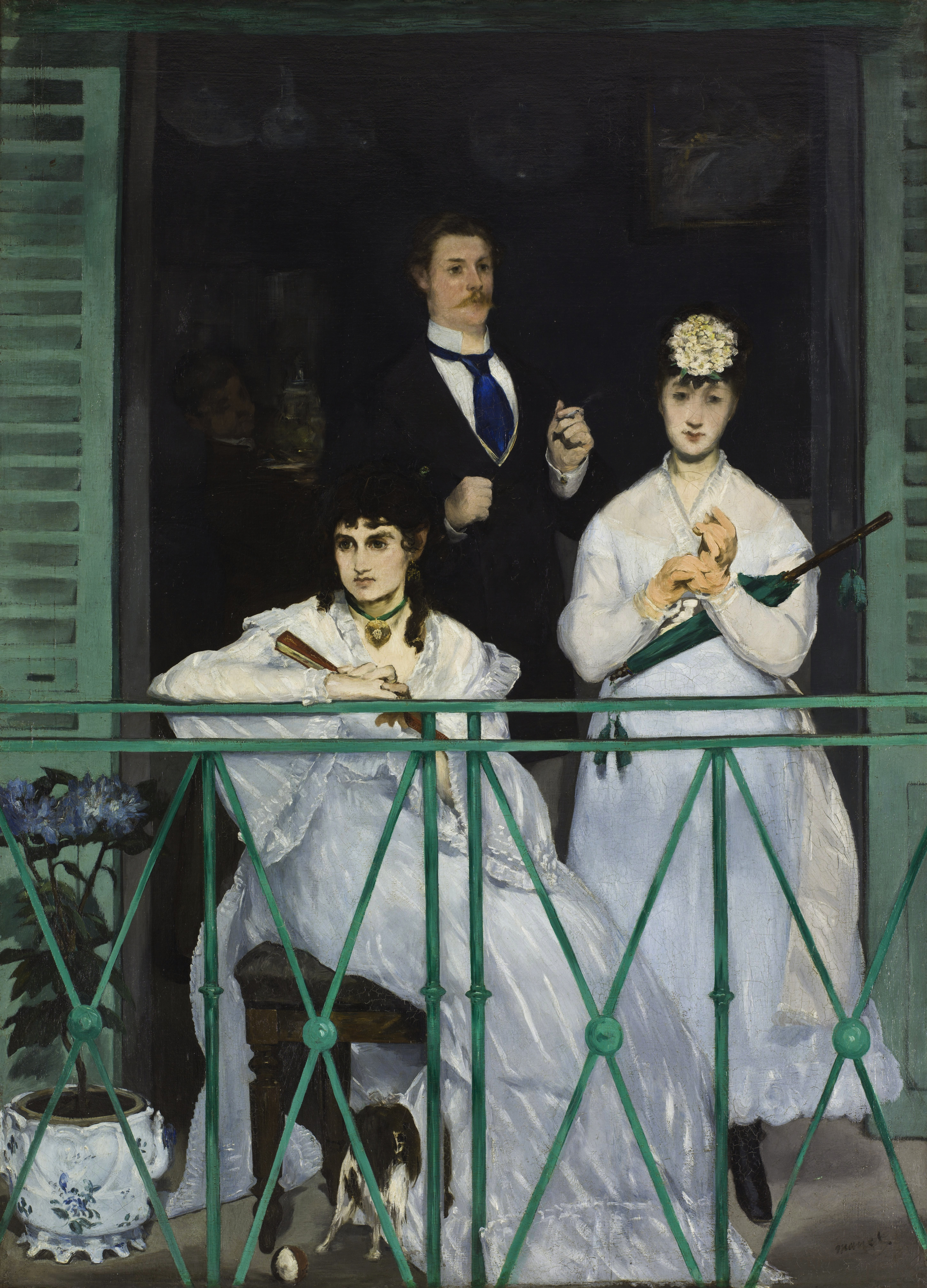
Édouard Manet: Le balcon.
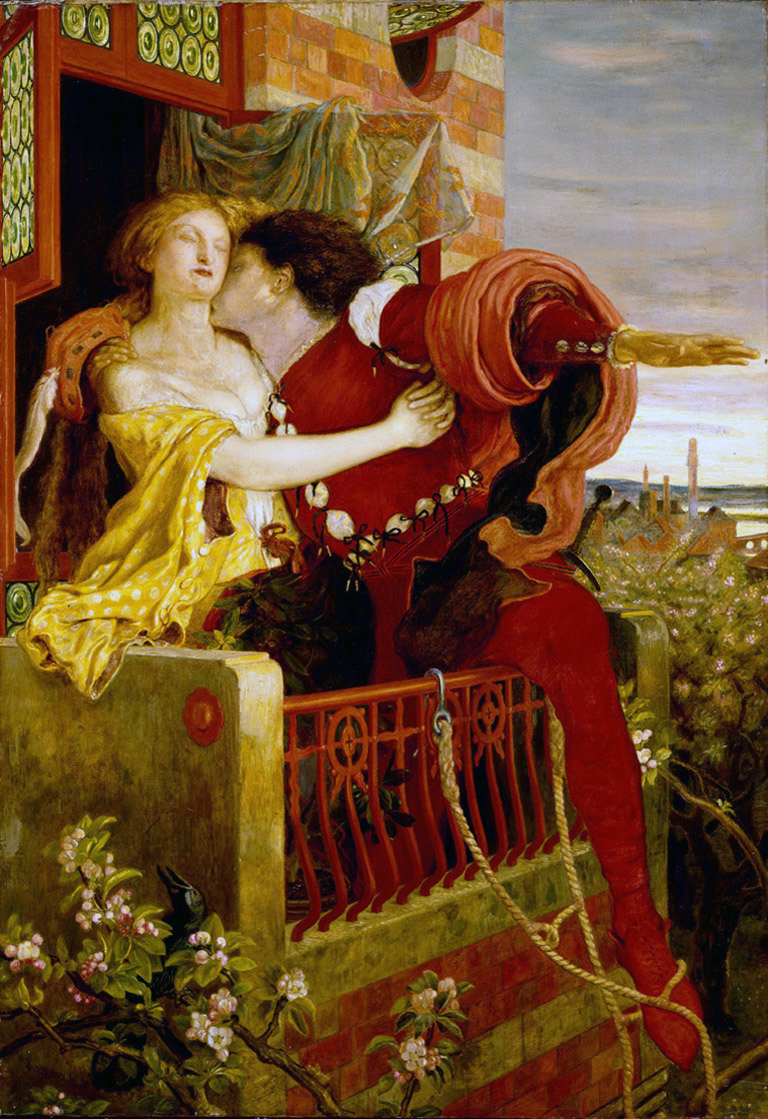
Ford Madox Brown, la scena del balcone da Romeo e Giulietta.
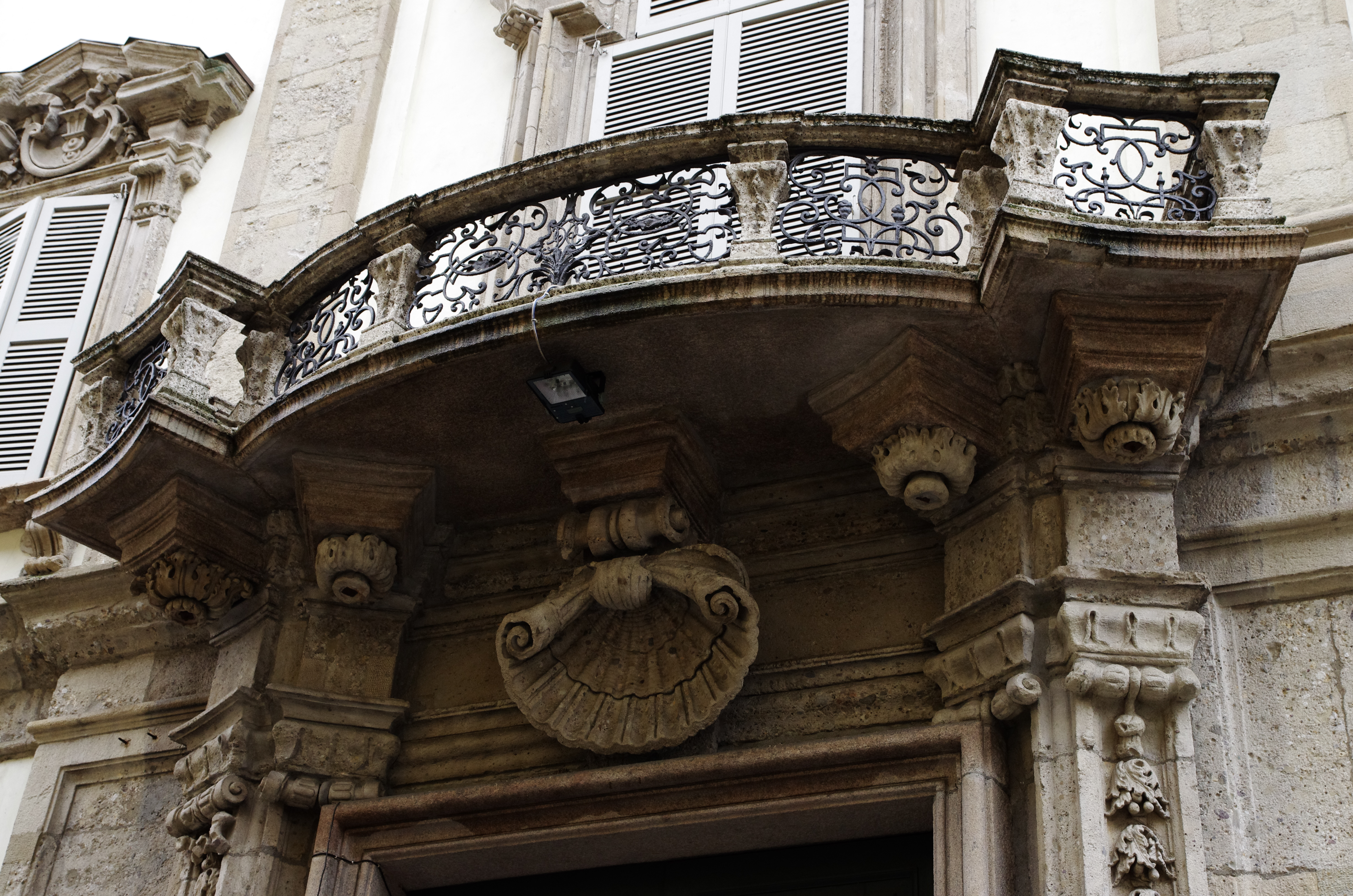
Palazzo Cusani a Milano.
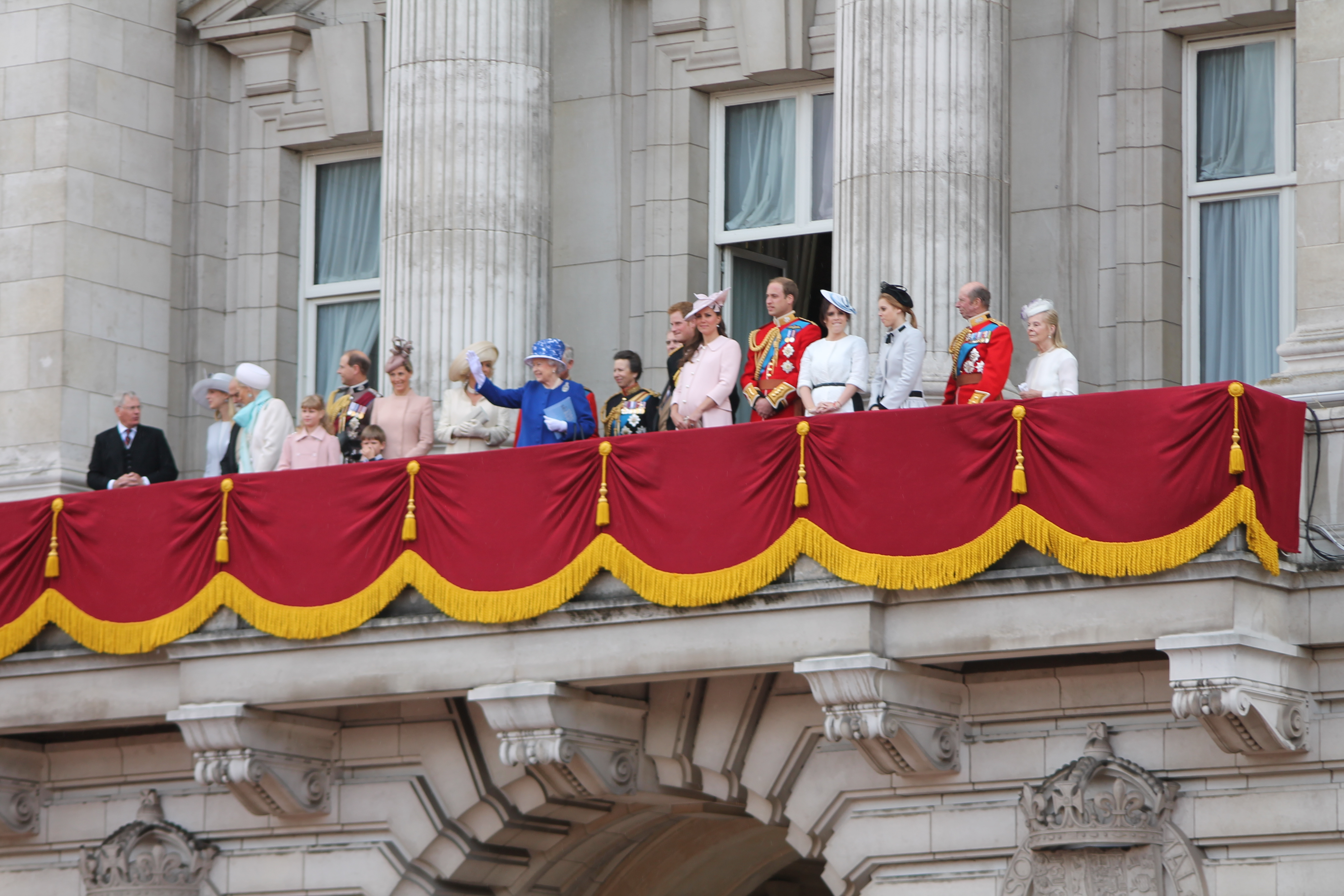
Membri della famiglia reale britannica sul balcone del fronte est di Buckingham Palace (2013).
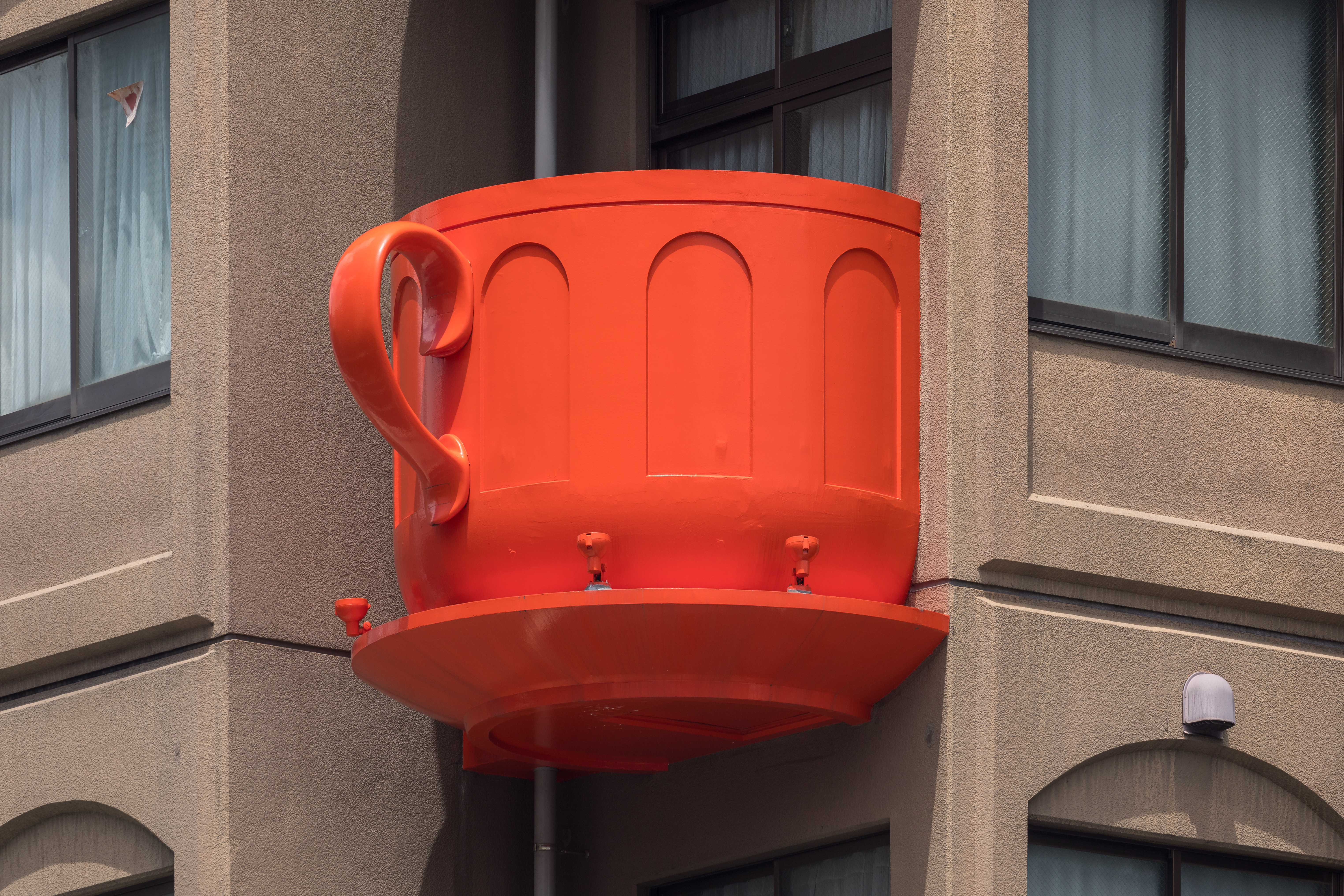
Balcone rosso a forma di tazza di caffè, nell'edificio-ristorante "Niimi Tableware", in via Kappabashi Dougu, a Tokyo (Giappone).
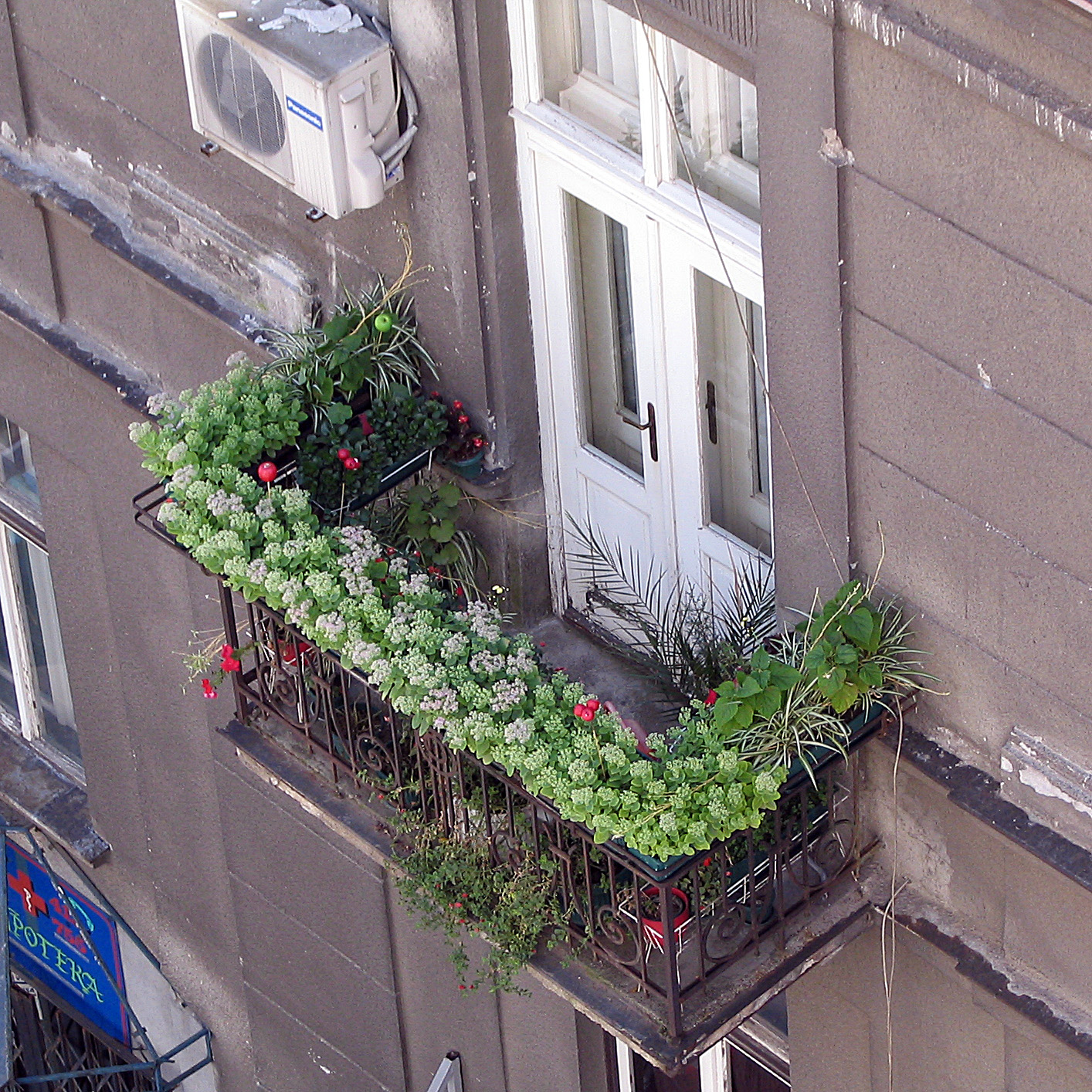
Balcone fiorito a Belgrado.
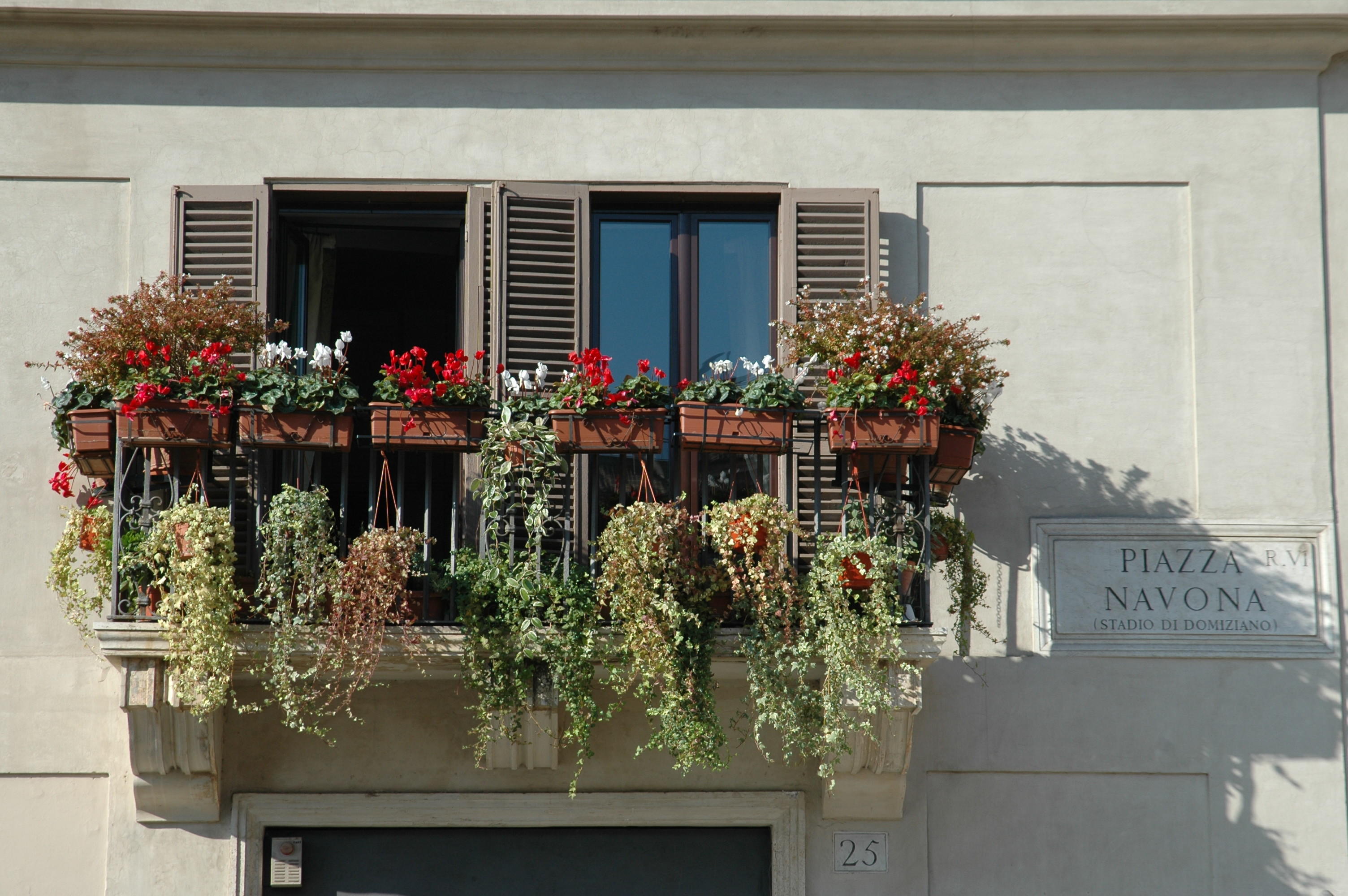
Balcone in Piazza Navona, a Roma.
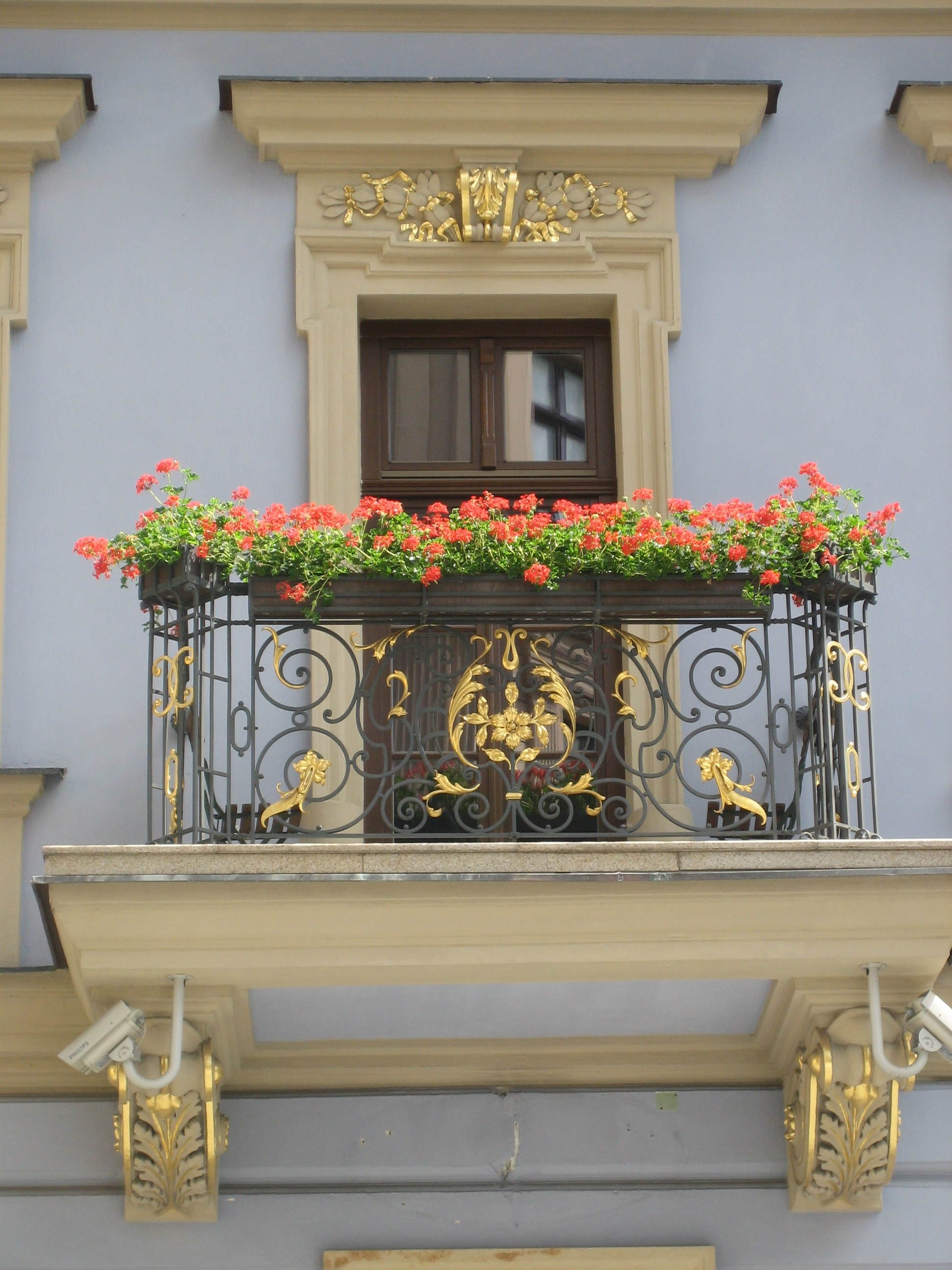
Balcone di Brno (Repubblica Ceca).
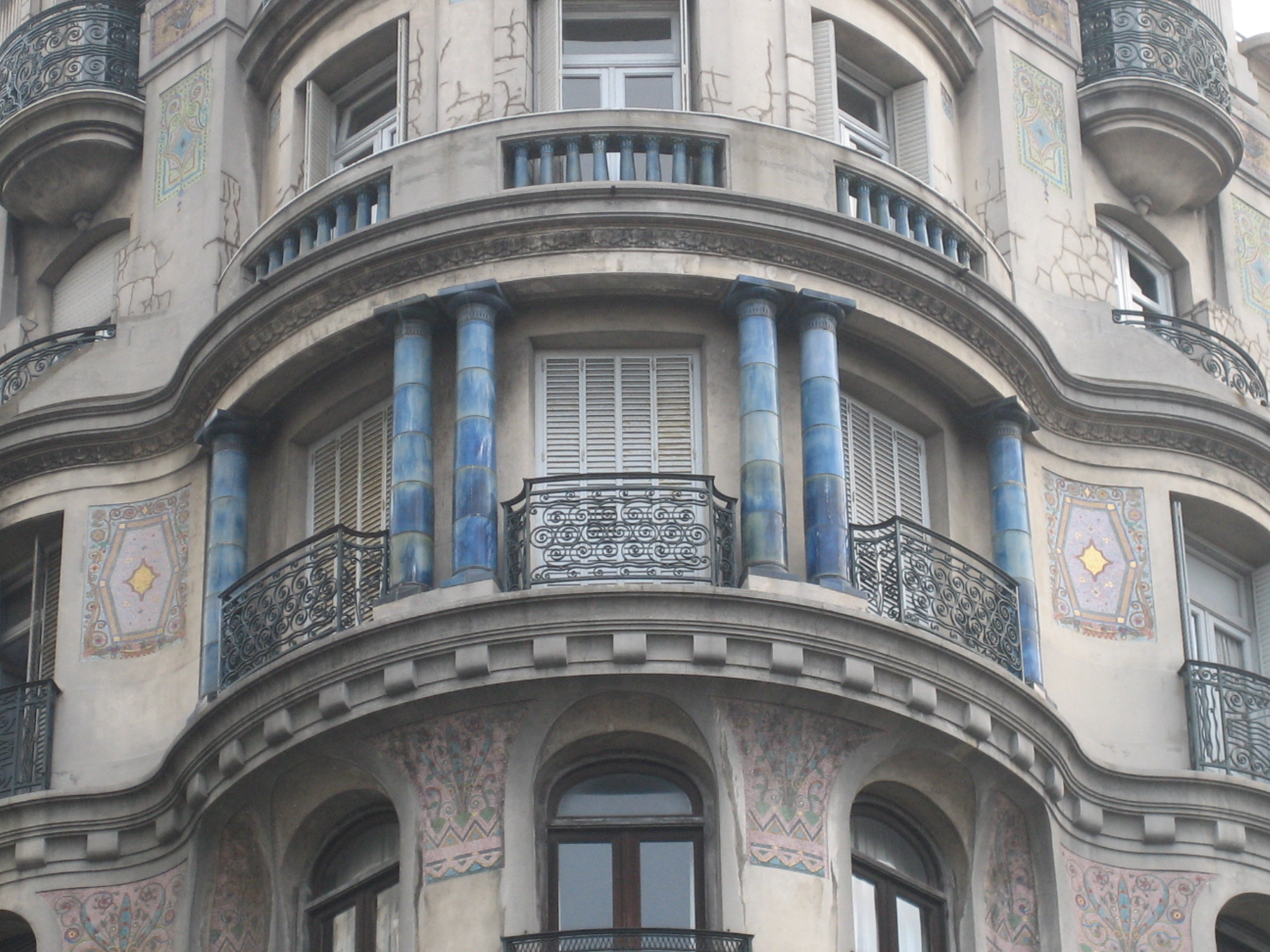
Balcone nella Calle 18 de Julio 1296, Montevideo (Uruguay).